# قولو بی‌لی
قولو بی‌لی (به ترکی آذربایجانی: Qulubəyli) یک منطقه مسکونی در جمهوری آذربایجان است که در شهرستان ایمیشلی واقع شده است. قولو بی‌لی ۱۴۶۳ نفر جمعیت دارد.